# Plăcintă
Plăcinta este un preparat de patiserie făcut din foi de aluat, între care se pune o umplutură de brânză, carne, cartofi, varză, dovleac, fructe (mere) sau ciocolată, și copt în cuptor sau prăjit pe tavă. Plăcintele sunt foarte des întâlnite atât în România, Republica Moldova, cât și în sudul Ucrainei. 

## Etimologie
Cuvântul românesc plăcintă este moștenit din limba latină: placenta, unde are sensul „prăjitură”, „turtă [sacră]”, „plăcintă”.

## Istoric
Primele mențiuni ale existenței acestui fel de mâncare au apărut în jurul anului 9.500 î.Hr., în perioada neolitică sau în noua eră a pietrei, când egiptenii au gătit prima crustă de plăcintă. Ei începuseră să folosească unelte din piatră, domesticiseră animale și practicau meserii precum țesutul și olăritul. Plăcintele egiptene erau cunoscute sub denumirea „galettes“ și erau umplute cu orz, ovăz, secară și unse cu miere.
Despre aceste forme incipiente de desert există informații pe pereții mormântului din Valea Regilor al Faraonului Ramses al II-lea, care a domnit între anii 1304-1237 î.Hr. Istoricii sunt însă de părere că originea plăcintei este atribuită grecilor, care preparau o pastă din făină cu apă, la care se adăuga grăsime, pastă pe care o înfășurau apoi în jurul unei bucăți de carne. Aceasta servea pentru a găti carnea sau pentru a nu lăsa să iasă sucurile, oferind un suport ușor în călătoriile lungi pe mare.
În anul 160 î.Hr., omul politic roman Marcus Porcius Cato a scris în De Agri Cultura despre cea mai populară plăcintă, denumită „Placenta“. „Libum“, cum îi mai spuneau romanii, era asemănătoare cu prăjitura cu brânză și era oferită ca jertfă zeilor. O dată cu dezvoltarea Imperiului Roman, rețeta preparării plăcintei a ajuns în întreaga Europă. Oxford English Dictionary notează:„În mod evident, plăcinta a fost un cuvânt binecunoscut în 1362, în Anglia“. Plăcintele timpurii au fost cu carne și erau servite ca fel principal de mâncare.
Plăcintele cu fructe sau tartele („produse de patiserie“) au fost, probabil, preparate în anul1500. Istoria o amintește pe Regina Elisabeta I a Angliei care a gătit prima plăcintă cu cireșe. În vremea Tudorilor, plăcintele englezești erau făcute cu pere, gutui și mere. Plăcintele au ajuns în America o dată cu primii coloniști de limbă engleză. În scurt timp, plăcintele au devenit o parte importantă din viața americanilor.

## Plăcinte tradiționale
- Plăcintă cu mere
- Plăcintă cu brânză (de vaci sau de oi)
- Plăcintă cu cartofi
- Plăcintă cu varză
- Plăcintă cu dovleac
- Plăcintă cu urdă
- Plăcintă cu ciocolată
- Plăcintă clătită, în zilele noastre, pur și simplu denumită pancakes, este o varietate de clătite românești, cunoscute și în alte țări din Europa de Est și Centrală ca Palatschinke.

Variațiuni se pot găsi și în alte țări: 
- Chebureki cu versiunea românǎ șuberek
- Gözleme
- Empanada
- Sha Phaley tibetan
- Haliva Circassian
- Khuushuur mongolez
- Brik tunisian
- Foccacia italian
- Qistibi tǎtar
- Shelpek turkmen
- Palacsinta unguresc
- Lörtsy finlandez
- Peremech
- Qutab azerbajian

## Galerie

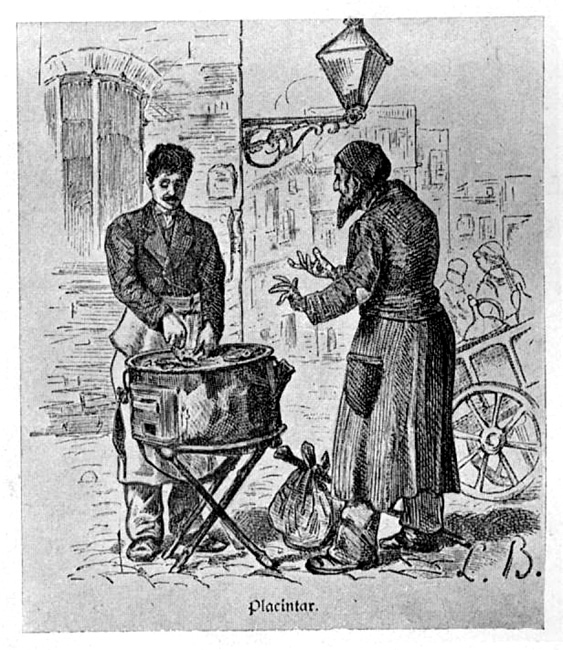
Persoană care vindea plăcinte în București (1880)
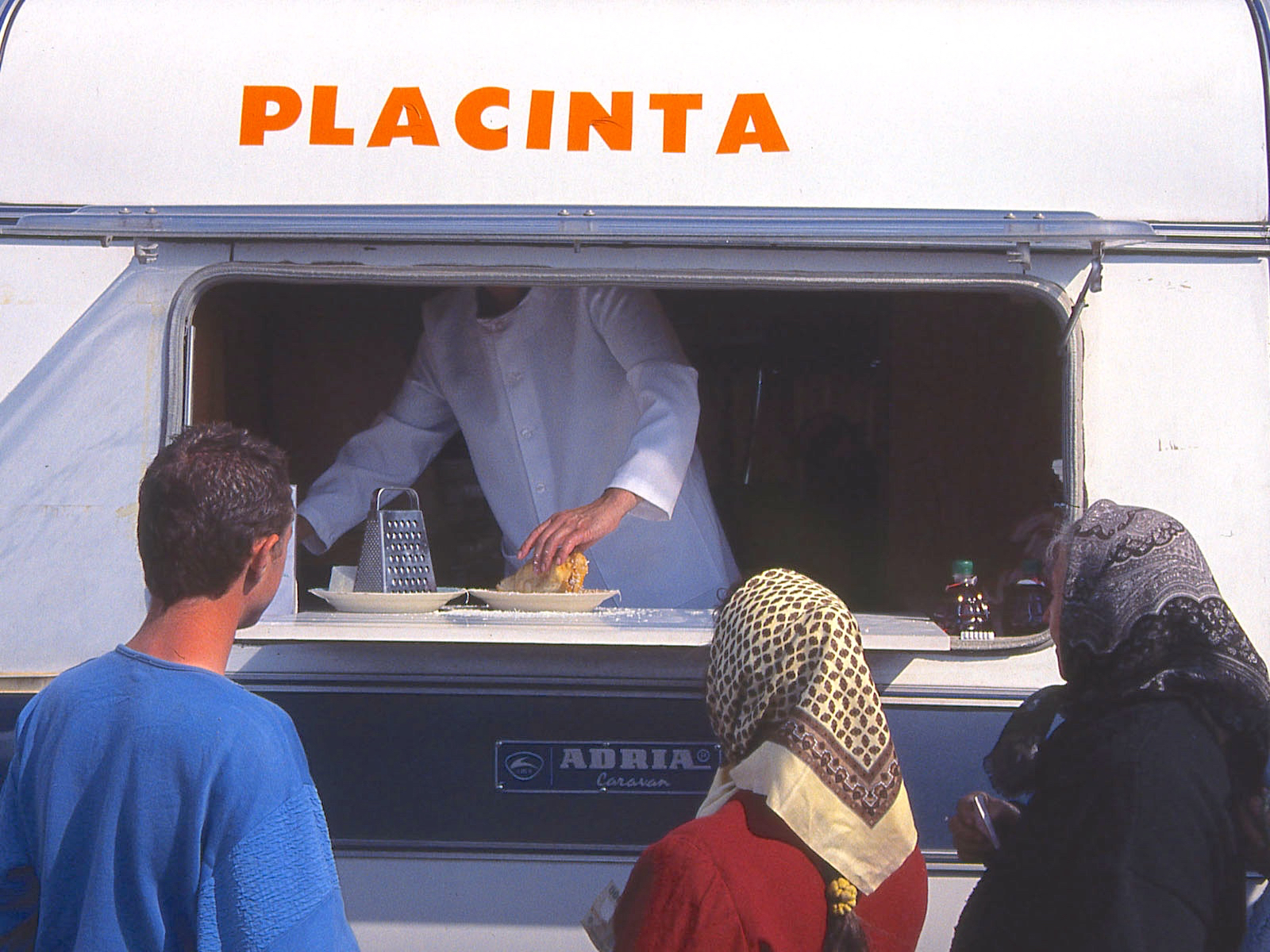
Persoană care vindea plăcinte în Hodod, Satu Mare (2006)
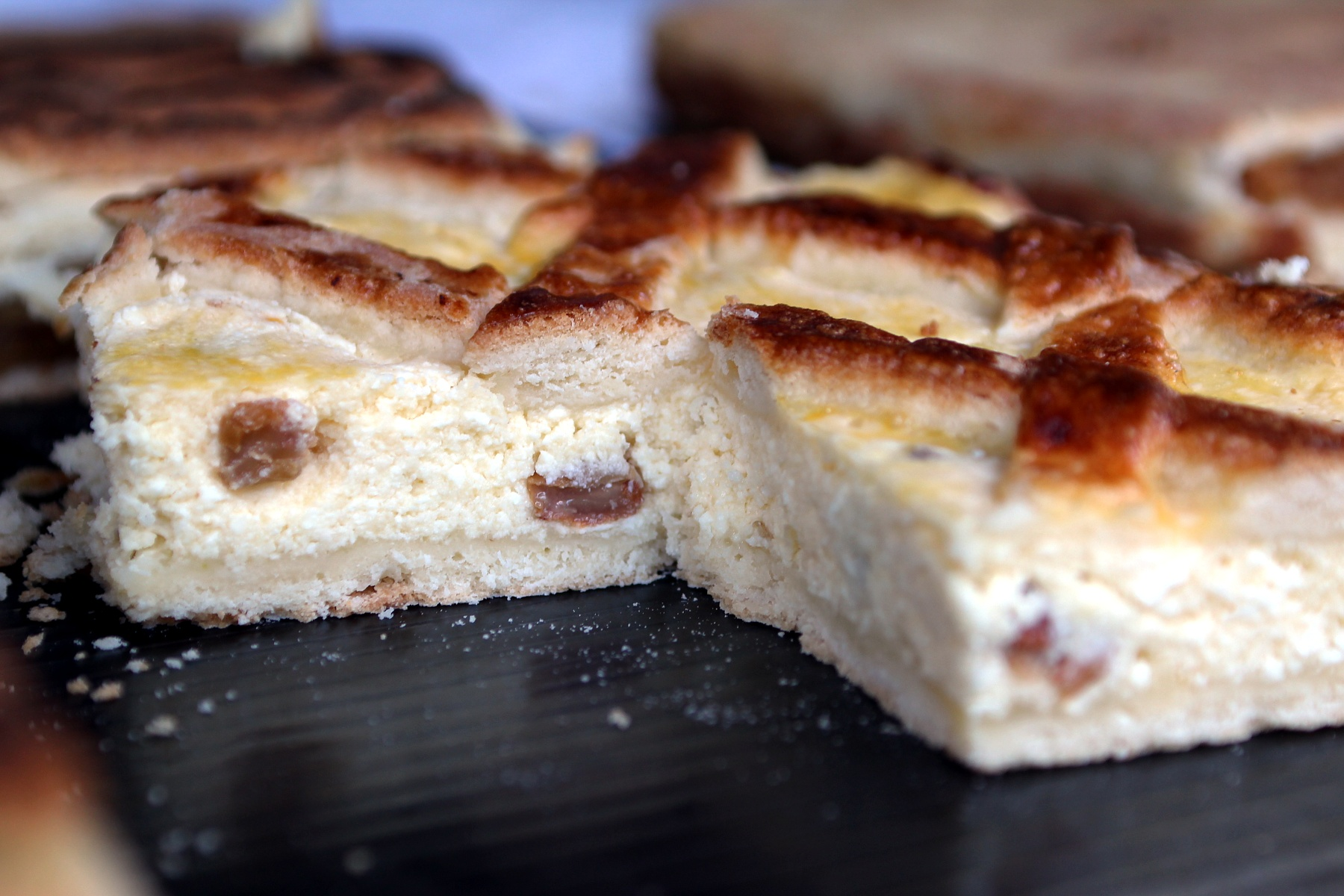
Plăcintă cu foaie groasă cu brânză și stafide
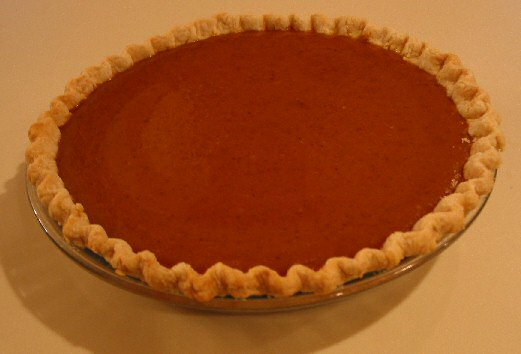
Plăcintă cu dovleac